# 小行星653
小行星653（653 Berenike）是一颗围绕太阳公转的小行星。1907年11月27日，喬爾·梅特卡夫在汤顿描述了此天体。
該小行星以古埃及法老托勒密三世的王后和共同在位者贝勒尼基二世命名。
这颗小行星的绝对星等为9.3等。

## 相关條目
- 小行星列表/10001-11000

## 外部連結
- Asteroid Lightcurve Database (LCDB) （页面存档备份，存于）, query form (info （页面存档备份，存于）)
- Dictionary of Minor Planet Names, Google books
- Discovery Circumstances: Numbered Minor Planets (10001)-(15000) （页面存档备份，存于） – Minor Planet Center
- 小行星653 at AstDyS-2, Asteroids—Dynamic Site
  - Ephemeris · Observation prediction · Orbital info · Proper elements · Observational info
- NASA JPL小天體瀏覽器上的小行星653

| 前一小行星： 小行星652 | 小行星列表 | 後一小行星： 小行星654 |